# 圣安多尼皇家小堂
圣安多尼皇家小堂 (西班牙語：Real Ermita de San Antonio de la Florida)是西班牙马德里一座新古典主义风格的小堂，以弗朗西斯科·戈雅为天花板和圆顶所作的壁画而著称。这个小堂也是他以前埋葬的地方。

## 历史

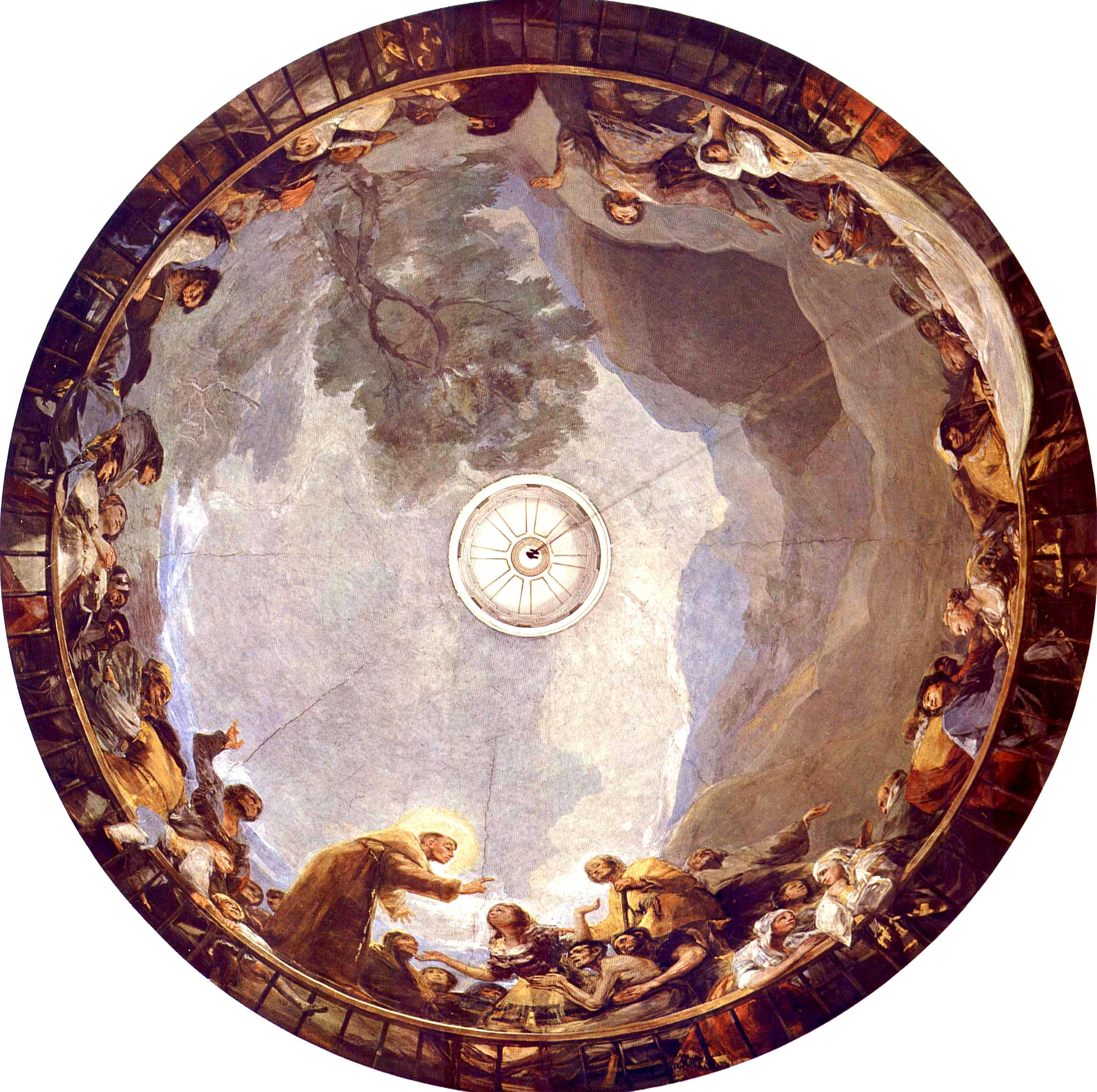
戈雅的壁画

目前的小堂为西班牙国王卡洛斯四世下令建造，建于1792-1798年。卡洛斯四世委托戈雅为小堂创作壁画。
该建筑在1905年被列为西班牙文化财产。1919年，戈雅的遗骸从波尔多移到这里。当时发现头颅已经丢失。西班牙领事立即向在马德里的上司汇报此事，得到的答复是：“无论有无头颅，都要将戈雅送回来”。 1928年,在原来小堂的旁边，又建造了一个相同的小堂，原来的小堂改为博物馆，无头的遗骸也再度迁移了一次。
每年6月13日，该堂成为一个朝圣圣地, 年轻的未婚妇女来向圣安多尼祈祷, 祈求得到伴侣。

## 壁画
戈雅的壁画是在1798年用六个月完成的。壁画描绘圣安东尼的奇迹. 圆顶的壁画描绘圣安多尼让一名男子复活，同时也开脱了被诬告犯有谋杀罪的他父亲的罪责。 虽然故事发生在13世纪的里斯本，但是戈雅却将其描绘成当时的马德里。 